# Willa L. Fulmer

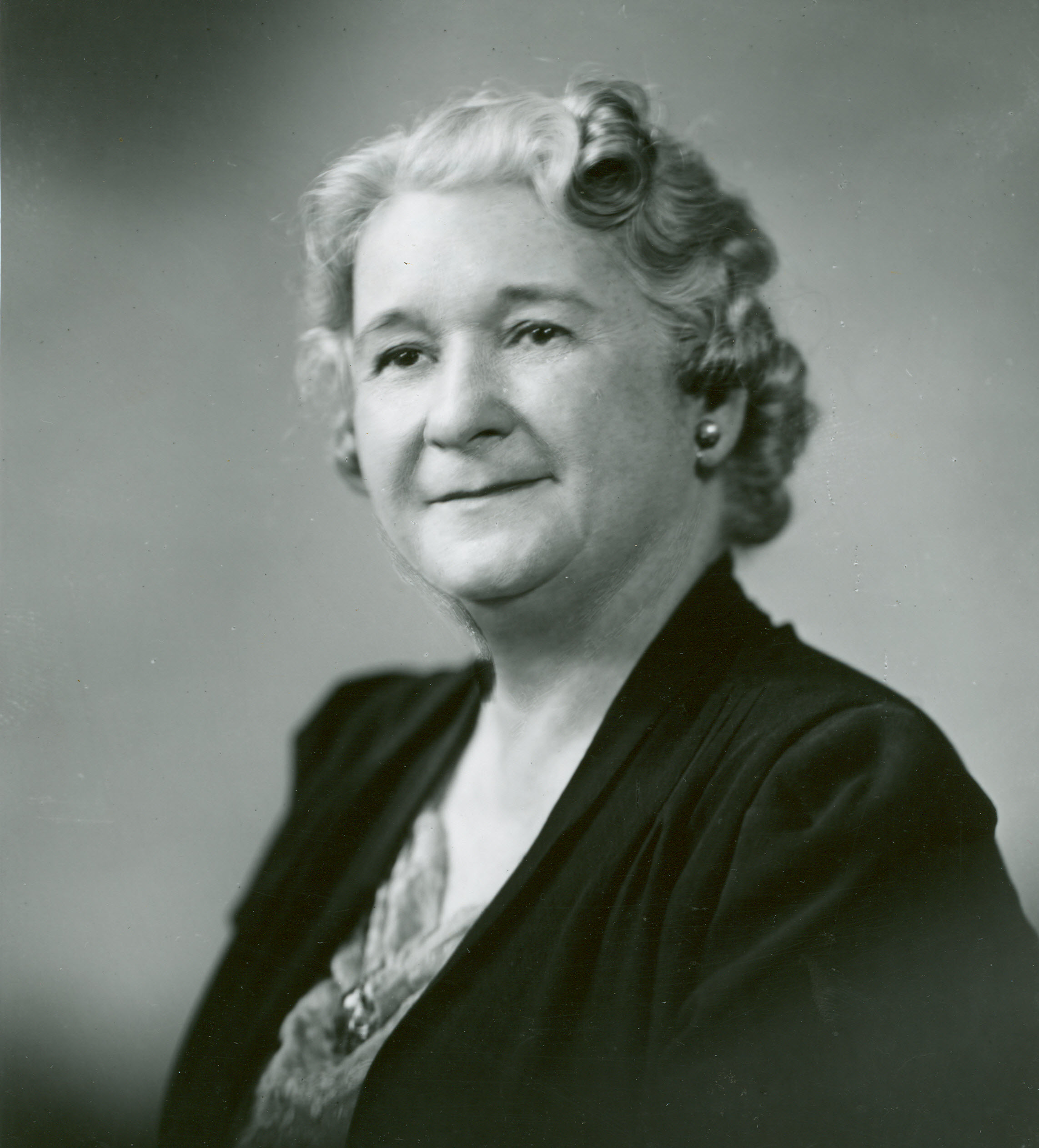
Willa L. Fulmer

Willa Lybrand Fulmer (* 3. Februar 1884 in Wagener, South Carolina; † 13. Mai 1968 an Bord eines Schiffes auf dem Weg nach England) war eine US-amerikanische Politikerin. Zwischen November 1944 und Januar 1945 vertrat sie den Bundesstaat South Carolina im US-Repräsentantenhaus.

## Werdegang
Willa Fulmer besuchte die öffentlichen Schulen in ihrem Geburtsort Wagener und danach das Greenville Female College. Sie heiratete den Kongressabgeordneten Hampton P. Fulmer. Wie ihr Mann war auch sie Mitglied der Demokratischen Partei. Nach dem Tod ihres Mannes im Oktober 1944 wurde sie bei den Nachwahlen im zweiten Wahlbezirk von South Carolina als dessen Nachfolgerin in das US-Repräsentantenhaus in Washington, D.C. gewählt. Dort beendete sie zwischen dem 7. November 1944 und dem 3. Januar 1945 die angebrochene Legislaturperiode, die von den Ereignissen des Zweiten Weltkrieges überschattet war.
Bei den regulären Kongresswahlen des Jahres 1944 kandidierte Willa Fulmer nicht mehr. In den folgenden Jahren befasste sie sich mit landwirtschaftlichen Angelegenheiten. Sie starb am 13. Mai 1968 an Bord eines Schiffes auf dem Weg nach England und wurde in Orangeburg beigesetzt.